# Dunaszentmiklós
Dunaszentmiklós là một thị trấn thuộc hạt Komárom-Esztergom, Hungary. Thị trấn này có diện tích 7,77 km², dân số năm 2010 là 438 người, mật độ 56 người/km².